# Lucía Sócam
Lucía Sosa Campos (Guillena, Sevilla, 30 de setembre de 1986), coneguda com a Lucía Sócam, és una cantautora, guitarrista i flautista andalusa, especialitzada en la flauta travessera. Les seves cançons es refereixen a temes de la guerra civil espanyola, i en particular a homenatjar soldats i ciutadans en general que van lluitar en favor del bàndol republicà, i així ho demostra en Verdades escondidas i Republicana; en suport a la Llei de Memòria Històrica.

## Discografia
- Hoy puede ser el gran momento (2005)
- Contraste (2009)
- Verdades escondidas (2010)
- Viejos Tiempos. Nuevos Tiempos (2012)[2]
- Festival Músicas del Sur: Andalucía con el Sáhara (disc col·lectiu, 2013)
- Con las mismas ganas de revolución (2014)
- Siempre abril (amb Juan Pinilla, 2014)
- Amar sin papeles (amb Víctor Casaus, 2015)
- Otero (2016)[3]